# Dwór w Lipkowie
Dwór w Lipkowie – klasycystyczny dwór położony we wsi Lipków w gminie Stare Babice w województwie mazowieckim, w pobliżu Puszczy Kampinoskiej i niedaleko drogi Warszawa – Sochaczew. Obecnie mieści się w nim plebania.

## Historia
Dwór został zbudowany w 1792 roku przez Jakuba Paschalisa Jakubowicza, Ormianina przybyłego do Polski w latach 60. XVIII wieku z Tokatu w Poncie i nobilitowanego przez króla Stanisława Augusta Poniatowskiego za pomnażanie pożytecznych rękodzieł. Autorem projektu był Hilary Szpilowski. Dwór jest budowlą parterową, nakrytą dachem mansardowym z bardzo szerokim ryzalitem na osi zwieńczonym trójkątnym naczółkiem i artykułowanym pilastrami. Naroża obiektu są boniowane. W okresie międzywojennym do budynku dobudowano kolumnowy portyk, który jednak zlikwidowano w trakcie odbudowy po wojnie.
W 1812 dwór stał się własnością najstarszego syna Jakuba Paschalisa Józefa Paschalisa Jakubowicza. Potem Lipków należał do rodzin Miecznikowskich, Worowskich, Młodzianowskich i od 1880 roku do Kazimierza Szetkiewicza, późniejszego teścia Henryka Sienkiewicza. W latach 1881–1883 Sienkiewicz wielokrotnie odwiedzał dwór w Lipkowie. Okolice dworu upamiętnił (podobno na prośbę swojej żony Maryni) w powieści Ogniem i mieczem. Tam odbył się pojedynek Jurka Bohuna z Michałem Wołodyjowskim. Ksiądz Wacław Kurowski założył we dworze prywatne muzeum historii Lipkowa i jego związków z Sienkiewiczem, jednak zawiesiło ono swoją działalność.
W 1909 roku jego właścicielem był Gustaw Daszkiewicz, następnie Ludwik Suwald. W latach 20. XX wieku majątek Lipków liczył 198 hektarów. Ostatnim właścicielem dworu był Jerzy Suwald. W czasie II wojny światowej obiekt zajmowało wojsko niemieckie, potem został znacjonalizowany.
W 1948 pracownicy PGR przypadkiem zaprószyli ogień wskutek wadliwie przeprowadzonych rur do piecyków węglowych i dwór spłonął. W 1956 roku miejscowa parafia św. Rocha rozpoczęła starania o uzyskanie spalonego dworu z przeznaczeniem na plebanię. W tej sprawie wystosowano nawet podanie do premiera Józefa Cyrankiewicza. W 1957 roku Urząd do Spraw Wyznań zezwolił Wojewódzkiemu Konserwatorowi Zabytków na przekazanie parafii ruin dworu. W tym samym roku obiekt został odbudowany dzięki staraniom księdza kanonika Stefana Kowalczyka, proboszcza parafii NMP w Warszawie i księdza Wacława Kurowskiego.
Obok budynku znajduje się dawny park dworski i kościół św. Rocha, ufundowany w 1792 roku przez Paschalisa Jakubowicza również według projektu Hilarego Szpilowskiego.
Dwór w Lipkowie służył jako sceneria do kilku filmowych epizodów, m.in. w filmach: Odsiecz wiedeńska, Trzecia część nocy (1971), serial Polskie drogi (1975), 07 zgłoś się, Katastrofa w Gibraltarze.